# Suore mercedarie missionarie
Le Suore Mercedarie Missionarie, dette di Bérriz (in spagnolo Mercedarias Misioneras de Bérriz), sono un istituto religioso femminile di diritto pontificio: le suore di questa congregazione pospongono al loro nome la sigla M.M.B.

## Storia

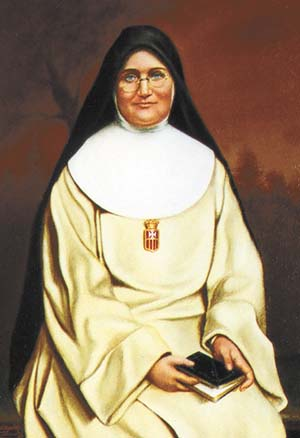
Margarita María López de Maturana, fondatrice dell'istituto

Il 23 maggio 1930 Margarita María López de Maturana (1884-1934), superiora del monastero delle mercedarie di Bérriz (fondato nel 1540), ottenne dalla Santa Sede il nulla osta per la trasformazione della sua comunità in istituto dedito all'apostolato attivo, dando inizio alla congregazione delle Mercedarie Missionarie.
L'istituto e le sue costituzioni vennero approvate definitivamente dalla Santa Sede il 3 gennaio 1939.
La fondatrice è stata solennemente proclamata beata a Bilbao il 22 ottobre 2006.

## Attività e diffusione
Le Mercedarie Missionarie sono dedite prevalentemente all'apostolato missionario: ai tre voti comuni a tutti i religiosi (povertà, obbedienza, castità) aggiungono quello di dedicarsi all'evangelizzazione dei non cristiani.
Oltre che in Spagna, sono presenti in Italia, in Africa (Repubblica Democratica del Congo, Zambia), nelle Americhe (Ecuador, Messico, Guatemala, Nicaragua, Perù, Stati Uniti d'America), in Asia (Giappone, Filippine, Taiwan)  e in Oceania (Isole Marianne, Palau, Micronesia): la sede generalizia è a Roma.
Al 31 dicembre 2005 l'istituto contava 467 religiose in 69 case.